# Wignerjev prijatelj
Wignerjev prijatelj (ali paradoks Wignerjevega prijatelja) je v fiziki miselni preskus ali paradoks, ki ga je predlagal fizik Eugene Paul Wigner leta 1961 in je razširitev preskusa s Schrödingerjevo mačko, ta pa je nastala zaradi problemov Berkeley-københavnske interpretacije nerelativistične kvantne mehanike (predvsem Bohr, Heisenberg, pa tudi Dirac, Pauli, von Neumann). Pri tem preskusu se upošteva tudi vpliv zavesti.
V Berkeley-københavnski interpretaciji nastopi zrušitev valovne funkcije, kadar se kvantni sestav meri. V bistvu preskus Wignerjevega prijatelja vprašuje kdaj nastopi »meritev«, kjer namišljen prijatelj profesorja Wignerja izvaja preskus s Schrödingerjevo mačko, medtem ko je Wigner zunaj sobe. Prijatelj prvi pogleda v škatlo. Našel bo živo ali mrtvo mačko. Ali bo profesor pri tem šele z vstopom v sobo zase vedel, kaj je pri preskusu ugotovil prijatelj, ali pa je pred tem stanje sestava le superpozicija »mrtve mačke/žalostnega prijatelja« in »žive mačke/veselega prijatelja«, oziroma ali je določeno že kdaj prej? Wigner je vpeljal preskus, da bi poudaril neustreznost osrednje zamisli Bohrove Berkeley-københavnske interpretacije, da je potek meritve na neki način sam po sebi poseben.
Paul Davies je zapisal:
Vprašajmo Wignerjevega prijatelja, kaj je občutil preden smo odprli škatlo. Brez dvoma bo odgovoril, da nič, navkljub dejstvu, da mu je dopuščeno biti v živo-mrtvem stanju.
Namesto prijatelja se lahko zamisli tudi zapleten merilni avtomat brez zavesti in pri tem dobi enake rezultate. Velikokrat navedejo, da je treba zavest v kvantni mehaniki obravnavati posebej. Pri nekaterih drugih razlagah kvantne mehanike opišejo delce kot osnovne predele prostora brez notranje zgradbe.